# Бомбардирский корабль
Бомбарди́рский кора́бль — парусный двух — трёхмачтовый корабль (судно) конца XVII — начала XIX веков.
Корабль предназначался для обстрела береговых укреплений и приморских крепостей и в меньшей степени для артиллерийского боя с кораблями противника, и использовался для оказания помощи (поддержки) при их штурме Армейским флотом, как и канонирские или бомбардирные лодки (суда, катера). Убеждённый опытом о пользе флота, Пётр Алексеевич назначил в течение 1697, 1698 и 1699 годов, построить ещё 55 кораблей и фрегатов и 11 бомбардирных судов и брандеров. Также на окончание XIX столетия судно, устроенное для помещения мортир или орудий большого калибра, для метания бомб — Бомба́рда (ж.).

## Вооружение
Бомбардирский корабль был вооружён гладкоствольными орудиями крупного калибра (мортирами, единорогами) для ведения навесного огня, а также малыми пушками для самообороны. Имел меньше орудий, но они были гораздо большего калибра, чем у близких по размерам кораблей других классов: шняв, шлюпов, корветов. Особое внимание при строительстве бомбардирских кораблей уделялось их конструктивной прочности, чтобы стрельба из тяжёлых и дальнобойных мортир не расшатывала корабельные крепления. Для достижения этой цели скорость и мореходность корабля отодвигались на второй план.

## Применение
Основное назначение бомбардирских кораблей — обстрел с моря приморских крепостей. Так как бомбардирский корабль был относительно мал по размерам, но вместе с тем прочен и вооружен крупнокалиберной дальнобойной артиллерией, то представлял собой довольно трудную цель для артиллеристов обстреливаемой крепости. Нередко при осаде бомбардирские корабли использовались для подавления тяжёлых крепостных орудий, что позволяло линейным кораблям и фрегатам без риска приблизиться на дистанцию своего огня. 

## История
Первые бомбардирские корабли появились во французском флоте в 1681 году. Первоначально они носили название бомбардирских галиотов. Ниже приводится таблица, в которой указаны основные характеристики первых французских бомбардирских кораблей.
| Наименование корабля | Год постройки | Водоизмещение (тонн) | Длина (франц. футов) | Ширина (франц. футов) | Осадка (франц. футов) | Основное вооружение                       |
| -------------------- | ------------- | -------------------- | -------------------- | --------------------- | --------------------- | ----------------------------------------- |
| TERRIBLE             | 1681          | 250                  | 77                   | 25                    | 9                     | 2 12-фунтовые мортиры, 6 4-фунтовые пушки |
| ARDENTE              | 1682          | 240                  | 75                   | 26                    | 10                    | 2 12-фунтовые мортиры, 4 6-фунтовые пушки |
| BRÛLANTE             | 1682          | ?                    | 70-8                 | 23-10                 | ?                     | 2 12-фунтовые мортиры, 4 6-фунтовые пушки |
| CRUELLE              | 1682          | ?                    | 70-8                 | 23-10                 | ?                     | 2 12-фунтовые мортиры, 4 6-фунтовые пушки |
| FOUDROYANTE          | 1682          | ?                    | 70-8                 | 23-10                 | ?                     | 2 12-фунтовые мортиры, 4 6-фунтовые пушки |
| FULMINANTE           | 1682          | 240                  | 73                   | 25                    | 10                    | 2 12-фунтовые мортиры, 4 6-фунтовые пушки |
| MENAÇANTE            | 1682          | ?                    | 70-8                 | 23-10                 | ?                     | 2 12-фунтовые мортиры, 4 6-фунтовые пушки |

Вскоре этот класс судов был принят во всех морских державах.

### Россия
В составе Российского флота суда данного типа несли службу с конца XVII и до середины XIX века. Использовались в составе Балтийского и Черноморского флотов, Азовской и Каспийской флотилий. Первые бомбардирские корабли в России строились в 1699 году для Азовской флотилии. Строительство таких кораблей продолжалось до 1842 года, однако строились они в небольших количествах, в составе флотов и флотилий обычно состояло одновременно не более 2—3 кораблей. Во время военных действий при необходимости под бомбардирские могли быть переоборудованы суда других типов. Последний российский бомбардирский корабль был исключён из списков судов флота в 1859 году.

## Использование в научно-исследовательских целях
Прочный набор корпуса и укрепленная палуба бомбардирских кораблей позволяли использовать их в качестве судов для полярных экспедиций первой половины XIX века. Таковыми были построенные по проектам Генри Пика, а затем переоборудованные для плаваний во льдах корабли: «Гекла» (англ. Hecla), на котором совершил свои походы в Арктику в 1819—1822 годах британский мореплаватель Вильям Парри, однотипный «Гекле» «Эребус» (англ. Erebus) и отличающийся от неё по конструкции «Террор» (англ. Terror), на которых совершил в 1839—1843 годах свою плавание к берегам Антарктиды полярный исследователь Джеймс Росс, а в 1845 году отправился на поиски Северо-Западного прохода капитан Джон Франклин, экспедиция которого пропала без вести.